# Эмерсон Силва
Э́мерсон дос Са́нтос да Си́лва или просто Эмерсон Силва или Эмерсон (порт. Emerson dos Santos da Silva; 3 мая 1983, Тагуатинга, Федеральный округ) — бразильский футболист, выступавший на позиции защитника.

## Биография
Эмерсон родился в административном регионе Федерального округа Бразилии Тагуатинге. Является воспитанником столичной «Гамы», в основном составе которой дебютировал в 2002 году, хотя выступал за молодёжку этой команды вплоть до 2005 года. В том же году покинул «Гаму» и перешёл в «Сан-Каэтано», но не задержался в стане «синих» дольше года. В 2006—2008 годах часто менял команды, среди них было и краткосрочное пребывание в популярнейшем клубе Бразилии «Фламенго» в 2006 году.
В 2008 году перешёл в «Аваи», с которым очень успешно выступил в Серии B, получив путёвку в элитный бразильский дивизион. В 2009 году помог своей команде занять шестое место в чемпионате Бразилии, что является рекордным показателем для всех клубов штата Санта-Катарина. Кроме того, в 2009 и 2010 годах Эмерсон Силва дважды выигрывал с «Аваи» чемпионат штата.
Следующие 2,5 года защитник провёл в «Коритибе». За это время он провёл за «зелёных» 113 матчей и забил 20 голов во всех турнирах. В июне 2012 года Эмерсон забил свой 19 гол за «Коритибу», став самым лучшим защитником-бомбардиром в истории клуба. Дважды Эмерсон выигрывал чемпионат штата Парана.
В середине 2013 года перешёл в «Атлетико Минейро», но после успешного первого полугодия дальнейшее пребывание в стане «петушков» для Эмерсона не было удачным. 2014 год игрок практически полностью пропустил, а в 2015 году был отдан в аренду в «Аваи». То же самое произошло и в 2016 году, но на этот раз местом аренды для защитника стал «Ботафого». С «одинокой звездой» Эмерсон Силва провёл успешный сезон и в 2017 году выступал за «Ботафого», уже имея полноценный контракт с клубом.
В последние годы выступал за «Атлетико Паранаэнсе», «Жоинвиль», «Гаму» и «Жувентуде», где и завершил профессиональную карьеру в 2021 году.
Эмерсон Силва в 2011 году дважды призывался Мано Менезесем в стан сборной Бразилии, но так и не дебютировал за «селесау».

## Достижения
Командные
- Чемпион штата Санта-Катарина (2): 2009, 2010
- Чемпион штата Парана (1): 2011, 2012
- Чемпион Федерального округа (1): 2003
- Чемпион Кубка Бразилии (2): 2006, 2014
- Обладатель Рекопы (1): 2014
- / Победитель Суперкласико Америки (1): 2011

Личные
- Лучший защитник Лиги Катариненсе (2): 2009, 2010
- Лучший защитник Лиги Паранаэнсе (2): 2011, 2012
- Лучший футболист Лиги Паранаэнсе (1): 2012